# Els Verds (Luxemburg)
Els Verds (luxemburguès Déi Gréng) és un partit polític ecologista de Luxemburg.

## Història

### 1983-1994
Els Verds van ser fundats el 23 de juny del 1983. A les eleccions de 1984, el partit va obtenir 2 escons, però a l'any següent el partit es va dividir en dos: Gréng Lëscht Ekologesch Initiativ (Llista Verda, Iniciativa Ecològica, GLEI) i Gréng Alternativ Partei (Partit de l'Alternativa Verda, GAP). A les següents eleccions (1989) cada formació va obtenir 2 escons.

### 1994-actualitat
A les eleccions del 1994, les dues formacions van presentar una única candidatura i van obtenir 5 escons i l'11% dels vots; a les del 1999 van baixar en vots, però van mantenir els seus escons. Actualment és la 4a força política de Luxemburg, després dels populars del Partit Popular Social Cristià, els socialdemòcrates del Partit Obrer Socialista de Luxemburg i els liberaldemócrates del Partit Democràtic i es troba en l'oposició parlamentària, a pesar d'haver estat convidat pel partit Popular Social Cristià a entaular converses per a crear una coalició governamental.

## Representació

### Eleccions legislatives
| Any  | Vots    | %         | Escons | +/– | Govern   |
| ---- | ------- | --------- | ------ | --- | -------- |
| 1984 | 169,862 | 4.2 (#4)  | 2 / 64 | Nou | Oposició |
| 1989 | 275,756 | 8.6 (#5)  | 4 / 60 | 2   | Oposició |
| 1994 | 303,991 | 9.9 (#4)  | 5 / 60 | 1   | Oposició |
| 1999 | 266,644 | 9.1 (#5)  | 5 / 60 | =   | Oposició |
| 2004 | 355,895 | 11.6 (#4) | 7 / 60 | 2   | Oposició |
| 2009 | 347,388 | 11.7 (#4) | 7 / 60 | =   | Oposició |
| 2013 | 331,920 | 10.1 (#4) | 6 / 60 | 1   | Coalició |
| 2018 | 533,893 | 15.1 (#4) | 9 / 60 | 3   | Coalició |
| 2023 | 321,895 | 8.6 (#5)  | 4 / 60 | 5   | Oposició |

### Eleccions europees
| Any  | Vots    | %          | Escons | +/– |
| ---- | ------- | ---------- | ------ | --- |
| 1984 | 60,152  | 6.1 (#4)   | 0 / 6  |     |
| 1989 | 42,926  | 4.3 (#6)   | 0 / 6  | =   |
| 1994 | 110,888 | 10.9 (#4)  | 1 / 6  | 1   |
| 1999 | 108,514 | 10.7 (#4)  | 1 / 6  | =   |
| 2004 | 163,754 | 15.0 (#3)  | 1 / 6  | =   |
| 2009 | 189,523 | 16.8 (#4)  | 1 / 6  | =   |
| 2014 | 176,073 | 15.0 (#2)  | 1 / 6  | =   |
| 2019 | 237,215 | 18.9 (#3)  | 1 / 6  | =   |
| 2024 | 162,955 | 11.76 (#4) | 1 / 6  | =   |